# 岸義之
岸 義之（きし よしゆき、1953年12月13日 - ）は、日本のアニメーター、キャラクターデザイナー。東京都出身。

## 経歴
タマプロダクションで活躍後、1980年にフリーとなり、『魔法の天使クリィミーマミ』後の『ぴえろ魔法少女シリーズ』を始め、スタジオぴえろを代表する名アニメーター。

## 主な作品

### テレビ
- 1973年『新造人間キャシャーン』、原動画
- 1975年『タイムボカン』、原動画
- 1977年『ヤッターマン』、原動画
- 1978年『はいからさんが通る』、作画監督[1]
- 1979年『ゼンダマン』、原動画
- 1979年『こぐまのミーシャ』、作画監督（14話）
- 1980年『タイムパトロール隊オタスケマン』、作画監督
- 1981年『タイガーマスク二世』、原画
- 1981年『アニメ親子劇場』、原画（4話ほか）
- 1983年『スプーンおばさん』原画
- 1984年『夢戦士ウイングマン』原画
- 1984年『魔法の妖精ペルシャ』キャラクターデザイン、作画監督
- 1985年『魔法のスターマジカルエミ』キャラクターデザイン、作画監督
- 1986年『魔法のアイドルパステルユーミ』、作画監督
- 1986年『あんみつ姫』キャラクターデザイン、総作画監督[2]
- 1989年『おそ松くん』キャラクターデザイン、作画監督
- 1990年『平成天才バカボン』キャラクターデザイン、作画監督
- 1991年『おれは直角』キャラクターデザイン[3]、作画監督
- 1991年『丸出だめ夫』キャラクターデザイン[4]
- 1992年『幽☆遊☆白書』EDアニメーション
- 1995年『KEY THE METAL IDOL』作画監督
- 1996年『はじめ人間ゴン』キャラクターデザイン
- 1997年『中華一番!』、キャラクターデザイン
- 1999年『バーバパパ世界をまわる』、作画監督
- 1999年『レレレの天才バカボン』キャラクターデザイン[5]
- 2000年『学校の怪談』EDアニメーション
- 2001年『ヒカルの碁』イラスト協力
- 2014年『暁のヨナ』原画
- 2015年『おそ松さん』第2原画(6話)
- 2016年『パズドラクロス』、作画監督
- 2016年『ディバインゲート』、作画監督
- 2016年『ディバインゲート』原画
- 2018年『パズドラ』デザインワークス
- 2020年『アクダマドライブ』原画

### 映画
- 1983年3月13日『Dr.スランプ アラレちゃん ほよよ!世界一周大レース』原画
- 1994年4月9日『幽☆遊☆白書 冥界死闘篇 炎の絆』作画監督
- 2004年8月21日『劇場版 NARUTO -ナルト- 木ノ葉の里の大うん動会
』EDアニメーション原画
- 2006年12月16日『劇場版BLEACH MEMORIES OF NOBODY』原画
- 2007年12月22日『劇場版BLEACH The DiamondDust Rebellion もう一つの氷輪丸』第2原画
- 2010年『クレヨンしんちゃん 超時空!嵐を呼ぶオラの花嫁』イメージボード・原画
- 2010年『劇場版 NARUTO -ナルト- そよ風伝 ナルトと魔神と3つのお願いだってばよ!!』レイアウトチェック

### OVA
- 1986年3月31日『艶姿 魔法の三人娘』キャラクターデザイン・作画監督
- 1986年9月28日『魔法のスター マジカルエミ 蝉時雨』キャラクターデザイン・作画監督
- 1987年7月28日『魔女っ子クラブ四人組 A空間からのエイリアンX』キャラクターデザイン
- 1988年3月11日『魔法のデザイナーファッションララ』キャラクターデザイン